# Mingəçevir-Stausee
Der Mingəçevir-Stausee ist der größte Stausee in Aserbaidschan und einer der größten im Kaukasus. Er befindet sich in der Nähe der Stadt Mingəçevir.
Aufgestaut wird die Kura. Der Stausee dient der Elektroenergieerzeugung, der Bewässerung und dem Hochwasserschutz.
Das Wasserkraftwerk erzeugt bei einer Fallhöhe von 65 m mit sechs Francis-Turbinen eine Leistung von 360 MW. Es wurde 1955 in Betrieb genommen und war lange Zeit das größte Kraftwerk im Kaukasus. Es wird von Azerenergy betrieben.
Der Erd-Staudamm ist 80 m hoch und seine Krone ist 1550 m lang. 
Der Stausee ist 605 km² groß (auch 620 km² werden angegeben) und hat einen Stauinhalt von 16,1 Mrd. m³, von denen 9 Mrd. Nutzraum sind. Seine durchschnittliche Tiefe beträgt 26,6 m und seine maximale Tiefe 75 m. Er ist ca. 70 km lang und bis zu 18 km breit.
Von dem Stausee gehen zwei Kanäle ab, einer ist 172 km lang und der andere 123 km.